# Mydriatikum

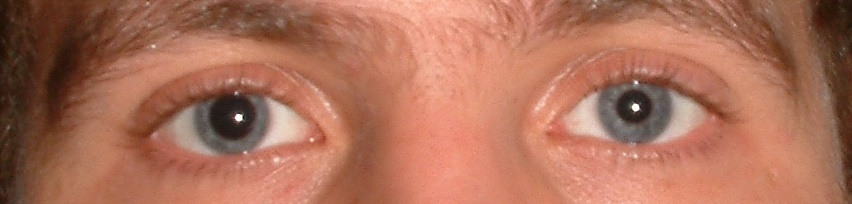
Rechtsseitige Mydriasis nach Tropicamid-Gabe

Ein Mydriatikum (Plural: Mydriatika) ist ein in der Augenheilkunde eingesetztes Arzneimittel (Ophthalmikum) zur Weitstellung der Pupille (Mydriasis). Mydriatika werden zur Augenuntersuchung oder zu Heilzwecken bei Mensch und Tier verwendet.
Eine Weitstellung der Pupille lässt sich medikamentös auf verschiedene Weise erreichen. Die Öffnungsweite des Sehlochs (Pupilla) wird durch die Spannung von Zügen glatter Muskulatur in der Regenbogenhaut (Iris) bestimmt. Bei dieser Irismuskulatur lassen sich nach Lage, Anordnung, Ausrichtung, Wirkung und nervöser Beeinflussung (Innervation) zwei gegensinnig spielende innere Augenmuskeln unterscheiden:
- der sympathisch innervierte Pupillenerweiterer Musculus dilatator pupillae und
- der parasympathisch innervierte Pupillenverenger Musculus sphincter pupillae.

Da die Weite der Pupillenöffnung aus dem Kräftegleichgewicht dieser antagonistisch wirkenden Muskeln resultiert, kann eine Pupillenerweiterung sowohl durch den Sympathikus anregende Mittel, sogenannte Sympathomimetika, wie auch – und oft wirkungsvoller – durch den Parasympathikus hemmende Mittel, sogenannte Parasympatholytika, hervorgerufen werden:
- Sympathikomimetika wie Kokain, Epinephrin, Phenylephrin oder
- Parasympatholytika wie Atropin bzw. Hyoscyamin, Scopolamin, Tropicamid, Cyclopentolat

Für eine kurzzeitige Mydriasis zur Augenuntersuchung werden die Mittel in das Auge getropft. Bei Anwendung parasympatholytischer Mydriatika treten begleitend Akkommodationsstörungen auf, da auch der parasympathisch innervierte Anteil des Ziliarmuskels gelähmt wird. Aus diesem Grund werden Mittel bevorzugt, deren Wirkung schnell eintritt und nur kurz andauert, wie z. B. Tropicamid.